# Polifemo (álbum)
Polifemo es el primer álbum de la banda argentina de rock Polifemo editado en el año 1976 bajo el sello de EMI / Odeon. Producido artísticamente por Rafanelli y Lebón.

## Lista de temas
| Polifemo |                       |                    |          |  |
| N.º      | Título                | Escritor(es)       | Duración |  |
| 1.       | «¿Qué hago yo aquí?»  | Rinaldo Rafanelli  | 4:48     |  |
| 2.       | «Doce Caras»          | David Lebón        | 4:22     |  |
| 3.       | «Tu forma real»       | David Lebón        | 9:37     |  |
| 4.       | «Vamos al Campo»      | Rinaldo Raffanelli | 3:20     |  |
| 5.       | «Flotando»            | David Lebón        | 5:44     |  |
| 6.       | «Dueña del confort»   | Rinaldo Raffanelli | 8:13     |  |
| 7.       | «Tema de los devotos» | David Lebón        | 6:54     |  |
| 42:07    |                       |                    |          |  |

Bonus Track's en la reedición de CD
| Polifemo |                             |                    |          |  |
| N.º      | Título                      | Escritor(es)       | Duración |  |
| 8.       | «Vamos Tranquilos»          | Rinaldo Raffanelli | 3:25     |  |
| 9.       | «Suéltate, Rock&Roll»       | David Lebón        | 3:34     |  |
| 10.      | «Oye, Dios que me has dado» | David Lebón        | 3:48     |  |
| 11.      | «Buzios Blues»              | Rinaldo Raffanelli | 5:12     |  |
| 16:15    |                             |                    |          |  |

## Músicos
- Rinaldo Rafanelli: Bajo, teclados, guitarra, Voz
- David Lebón: Guitarra, teclados, batería en "Tema de los devotos", voz
- Juan Rodríguez: Batería, tumbadoras y percusión
- Ciro Fogliatta: Teclados, clarinete, voz

- Datos: Q6081789